# Teri Hatcher
Teri Lynn Hatcher (Palo Alto, 8 dicembre 1964) è un'attrice statunitense.
Ha ottenuto la fama internazionale con il ruolo di Susan Mayer nella serie televisiva di successo Desperate Housewives (2004-2012), per la quale si è aggiudicata un Golden Globe e tre Screen Actors Guild Award.

## Biografia
Figlia unica di Esther Beshur e Owen W. Hatcher, ha origini inglesi, irlandesi, native americane, siriane, francesi e tedesche. Ha confessato di aver subito violenze sessuali all'età di sette anni dallo zio, Richard Hayes Stone, poi incarcerato per aver abusato anche di un'altra bambina; l'uomo è morto nel 2008. Canta e suona il tamburello nella Band from TV, a fianco di Hugh Laurie (pianoforte) e James Denton (chitarrista).
È nota soprattutto per aver interpretato Lois Lane nella serie Lois & Clark - Le nuove avventure di Superman e Susan Mayer nella serie Desperate Housewives. Ha anche partecipato a diverse serie televisive e film tra cui Seinfeld, MacGyver, In viaggio nel tempo e Tango & Cash; è stata inoltre una Bond girl nel film Il domani non muore mai.

## Vita privata
Nel 1988 ha sposato l'attore Markus Leithold, dal quale ha divorziato l'anno successivo. Nel 1994 convolò a nozze con l'attore Jon Tenney, dal quale ha avuto la figlia Emerson Rose nel 1997. La loro unione è terminata nel marzo 2003.

## Filmografia

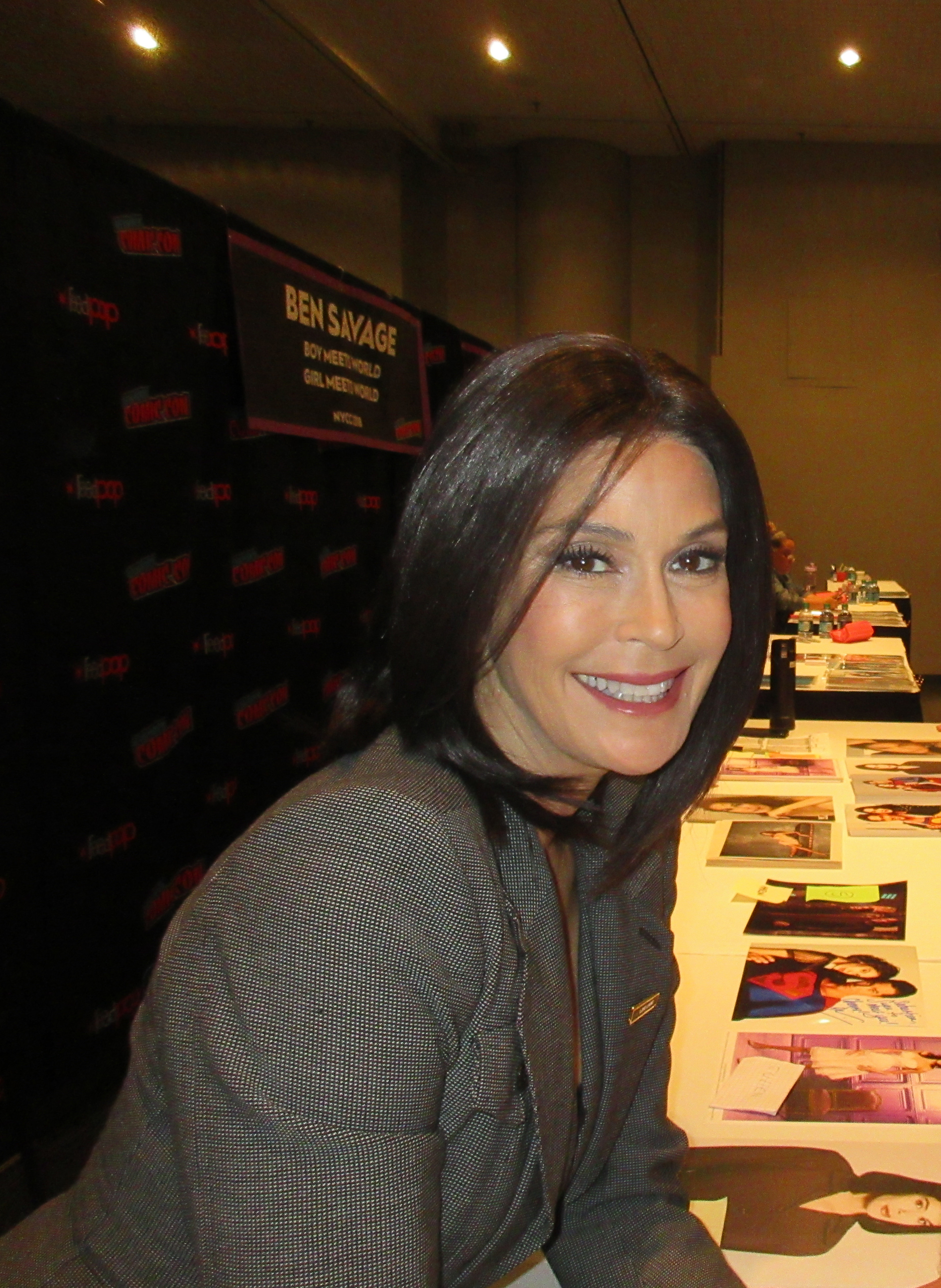
Hatcher nel 2018

### Cinema
- Il grande regista (The Big Picture), regia di Christopher Guest (1989)
- Tango & Cash, regia di Andrej Končalovskij (1989)
- Bolle di sapone (Soapdish), regia di Michael Hoffman (1991)
- Linea diretta - Un'occasione unica (Straight Talk), regia di Barnet Kellman (1992)
- Preso! (All Tied Up, 1993)
- The Cool Surface, regia di Erik Greenberg Anjou (1993)
- Uno scapolo molto abile (All Tied Up), regia di John Mark Robinson (1994)
- Dead Girl, regia di Adam Coleman Howard (1996)
- Omicidio a New Orleans (Heaven's Prisoners), regia di Phil Joanou (1996)
- Due giorni senza respiro (2 Days in the Valley), regia di John Herzfeld (1996)
- Il domani non muore mai (Tomorrow Never Dies), regia di Roger Spottiswoode (1997)
- Fever, regia di Alex Winter (1999)
- Tutte le donne del presidente (2000)
- Spy Kids, regia di Robert Rodriguez (2001)
- Two Girls from Lemoore, regia di Luka Pecel (2003)
- A Touch of Fate, regia di Rebecca Cook (2003)
- Momentum, regia di James Seale (2003)
- La rivincita del campione (Resurrecting the Champ), regia di Rod Lurie (2007)
- Madness in the Method, regia di Jason Mewes (2019)
- The Killer Inside: The Ruth Finley Story, regia di Greg Beeman (2024)

### Televisione
- Love Boat (The Love Boat) – serie TV, 19 episodi (1985-1986)
- Capitol – serial TV, 5 puntate (1986-1987)
- MacGyver – serie TV, 6 episodi (1986-1990)
- Giudice di notte (Night Court) – serie TV, episodio 5x07 (1987)
- Karen's Song – serie TV, 13 episodi (1987)
- Star Trek: The Next Generation – serie TV, episodio 2x04 (1988)
- L.A. Law - Avvocati a Los Angeles (L.A. Law) – serie TV, episodio 3x08 (1989)
- In viaggio nel tempo (Quantum Leap) – serie TV, episodio 1x03 (1989)
- Murphy Brown – serie TV, episodio 2x24 (1990)
- I racconti della cripta (Tales from the Crypt) – serie TV, episodio 2x06 (1990)
- The Brotherhood, regia di Robert Butler – film TV (1991)
- Sopra ogni sospetto (Dead in the Water), regia di Bill Condon – film TV (1991)
- Lois & Clark - Le nuove avventure di Superman (Lois & Clark: The New Adventures of Superman) – serie TV, 87 episodi (1993-1997)
- Seinfeld – serie TV, episodi 4x19-4x23-9x23 (1993-1998)
- Da quando te ne sei andato (Since You've Been Gone), regia di David Schwimmer – film TV (1998)
- Frasier – serie TV, episodio 6x05 (1998)
- Tutte le donne del Presidente (Running Mates), regia di Ron Lagomarsino – film TV (2000)
- La fuggitiva (Jane Doe), regia di Kevin Elders – film TV (2001)
- Momentum, regia di James Seale – film TV (2003)
- Due uomini e mezzo (Two and a Half Men ) – serie TV, episodio 1x19 (2004)
- Desperate Housewives – serie TV, 180 episodi (2004-2012)
- Smallville – serie TV, episodio 10x08 (2010)
- Jane stilista per caso (Jane by Design) – serie TV, 4 episodi (2012)
- Supergirl – serie TV, 8 episodi (2017)
- Un bacio prima di Natale (A Kiss Before Christmas), regia di Jeff Beesley – film TV (2021)
- Come innamorarsi a natale (How to Fall in Love by Christmas), regia di Michael Kennedy - film TV (2023)
- Uno chalet per Natale (Christmas at the Chalet), regia di Lucie Guest - film TV (2023)

### Doppiatrice

#### Cinema
- Coraline e la porta magica, regia di Henry Selick (2008)
- Planes, regia di Klay Hall (2013)
- Planes 2 - Missione antincendio (Planes: Fire & Rescue), regia di Bobs Gannaway (2014)

#### Serie animate
- WondLa - serie animata, 6 episodi (2024)

## Premi
- Screen Actors Guild Award
  - 2005 - miglior attrice in una serie commedia per Desperate Housewives
  - 2005 - miglior cast in una serie commedia per Desperate Housewives
  - 2006 - miglior cast in una serie commedia per Desperate Housewives
  - 2007 - candidatura per il miglior cast in una serie commedia per Desperate Housewives
  - 2008 - candidatura per il miglior cast in una serie commedia per Desperate Housewives
  - 2009 - candidatura per il miglior cast in una serie commedia per Desperate Housewives

- Golden Globe
  - 2005 - miglior attrice in una serie commedia o musicale Desperate Housewives[3]
  - 2006 - candidatura per la miglior attrice in una serie commedia o musicale Desperate Housewives[3]

## Doppiatrici italiane
Nelle versioni in italiano dei suoi film, Teri Hatcher è stata doppiata da:
- Cristiana Lionello in Lois & Clark - Le nuove avventure di Superman (st. 2-4), Spy Kids, Smallville
- Francesca Fiorentini in Desperate Housewives, Jane stilista per caso, Fantasy Island
- Roberta Pellini in MacGyver
- Georgia Lepore in Capitol
- Anna Rita Pasanisi ne Il grande regista
- Cristina Boraschi in Tango & Cash
- Giovanna Martinuzzi in Bolle di sapone
- Monica Ward in Lois & Clark - Le nuove avventure di Superman (st. 1)
- Eleonora De Angelis in Due giorni senza respiro
- Franca D'Amato in Omicidio a New Orleans
- Emanuela Rossi in Il domani non muore mai
- Laura Boccanera in La fuggitiva
- Francesca Guadagno in Due uomini e mezzo
- Emanuela D'Amico in La rivincita del campione
- Irene Di Valmo in Supergirl
- Daniela Calò in Un bacio prima di Natale

Da doppiatrice è sostituita da:
- Daniela Calò in Planes, Planes 2 - Missione antincendio
- Francesca Fiorentini in Coraline e la porta magica